# Heinz Morgenstern
Heinz Morgenstern (* 11. Juli 1917 in Wolfenbüttel; † 3. September 1980 ebenda) war ein deutscher Jurist und Politiker (SPD). Er war Abgeordneter im Bundestag und im Landtag von Niedersachsen.

## Leben und Beruf
Nach dem Besuch der Volksschule und dem Abitur 1937 an der Oberrealschule in Wolfenbüttel ließ sich Morgenstern bei der Wehrmacht verpflichten. Er nahm von 1939 bis 1945 als Soldat am Zweiten Weltkrieg teil und wurde während des Krieges zum Hauptmann befördert. Zuletzt geriet er in Gefangenschaft, aus der er nach kurzer Zeit wieder entlassen wurde.
Nach seiner Entlassung aus der Kriegsgefangenschaft 1945 nahm Morgenstern ein Studium der Rechtswissenschaft und der Volkswirtschaft an der Universität Göttingen auf, das er mit beiden juristischen Staatsexamen sowie mit der Promotion zum Dr. jur. beendete. Anschließend arbeitete als Rechtsanwalt und Notar in Braunschweig.

## Politik
Morgenstern war von 1931 bis 1933 Mitglied der Sozialistischen Arbeiter-Jugend (SAJ). Er trat 1945 in die SPD ein und war 1946 Mitbegründer des SPD-Ortsvereins Fümmelse. Außerdem beteiligte er sich an der Gründung des Sozialistischen Deutschen Studentenbundes (SDS). Später war er Vorsitzender des SPD-Bezirksverbandes Braunschweig.
Morgenstern war von 1956 bis 1962 Kreistagsmitglied des Kreises Wolfenbüttel. 1961 wurde er in den Rat der Stadt Wolfenbüttel gewählt. Von 1959 bis zum 4. Oktober 1961 sowie 1970/71 war er Mitglied des Niedersächsischen Landtages.
Bei der Bundestagswahl 1961 wurde Morgenstern in den Deutschen Bundestag gewählt, dem er bis zu seiner Mandatsniederlegung am 14. September 1966 angehörte. Von 1961 bis 1965 vertrat er im Parlament den Wahlkreis Wolfenbüttel – Goslar-Land. 1965 war er über die Landesliste der SPD Niedersachsen in den Bundestag eingezogen. Morgenstern war vom 14. September 1966 bis Oktober 1971 Staatssekretär im Niedersächsischen Ministerium für Bundesangelegenheiten, für Vertriebene und Flüchtlinge. Von November 1971 bis 1977 war er Beamteter Staatssekretär im Bundesministerium für innerdeutsche Beziehungen.